# Назаренко, Евгений Фёдорович
Назаренко Евгений Федорович (19 апреля 1955 — 23 марта 2012, Киев) — советский и украинский кинодраматург, редактор сценарного отдела киностудии «Киевнаучфильм».

## Биография
Родился 19 апреля 1955 года.
Окончил Киевский государственный университет имени Т. Г. Шевченко (1977).
Член Национального союза кинематографистов Украины.
Умер 23 марта 2012 года в Киеве. Захоронен в Киеве на Южном кладбище, участок 10, ряд 4, место 39.

## Фильмография
Автор сценария и редактор мультфильмов:
- «Млечный путь» (1980, в соавт.)
- «Обратная сторона Луны» (1983, в соавт. с И. Ковалёвым)
- «Полезные советы профессора Чайникова» (1985):
  - «Как обогреть палатку»
- «Диковинка» (1987)
- «Сочинение про дедушку» (1987)
- «Песочные часы» (1987)
- «Белая арена» (1987)
- «Кавардак» (1988)
- «Король черепах» (1988)
- «Смерть чиновника» (1988)
- «Это что ещё такое?!!» (1988)
- «Мозаика. Инструкция к игре» (1989)
- «Три Панька» (1989)
- «Возвращайся, Капитошка» (1989)
- «Горшок-насмешник» (1990)
- «Три Панька хозяйствуют» (1990)
- «Его жена курица» (1990)
- «Соло для луны и волка» (1990)
- «Три Панька на ярмарке» (1991)
- «Заяц в людях» (1991)
- «Добро пожаловать» (1993)
- «DIG SQUAD. Фильм первый» (1993)
- «Приключения собачки Муви» (1994, в соавт.):
  - «Муви-няня»
  - «Ралли»
- «Козёл и Баран» (1994, в соавт.)
- «Команда DIG. Похищение века» (1995, в соавт.)
- «Гадкий утёнок» (1996)